# سوني روبرتس
سوني روبرتس (بالإنجليزية: Sonny Roberts)‏ هو ملحن ومنتج أسطوانات جامايكي، ولد في 1932.

## روابط خارجية
- سوني روبرتس على موقع IMDb (الإنجليزية)
- سوني روبرتس على موقع ميوزك برينز (الإنجليزية)